# 俄国社会民主工党第二次代表大会
俄国社会民主工党第二次代表大会，即事实上的苏共二大（俄语：Второй съезд РСДРП）于1903年7月30日至8月23日（旧历7月17日至8月10日）举行。最初于比利时布鲁塞尔开会。后来因为受到俄国驻比利时大使的外交压力，比利时警察于8月6日将与会代表驱逐出境，与会者随即转至英国伦敦结束剩余会议。

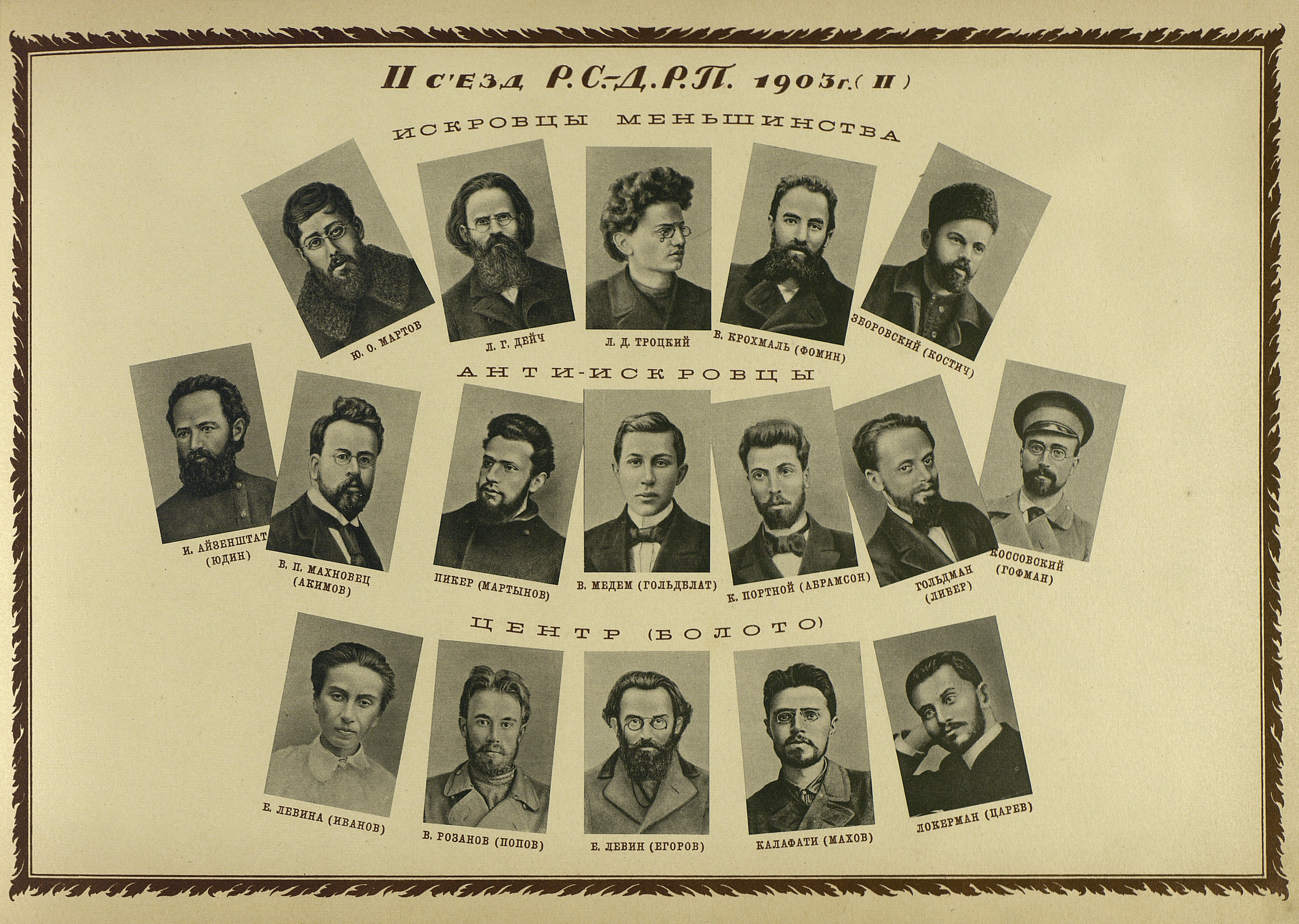
部分参会人员

## 代表
此次会议共有51名代表出席，其中33人为《火星报》派支持者，5名有崩得的背景，2人是经济派（认为工人应该专注于经济需求而不是政治需求的马克思主义者）、6名代表是中立派。

## 過程
此次会议一共举行了37次会议，期間通過了一大時起草的《黨章》和《綱領》。其中第4次议题是党是否应该支持无产阶级专政，除了经济派的阿基莫夫（真名弗拉基米尔·马赫诺韦茨）弃权之外的其余人都投了赞成票。此次会议还选举了俄国社会民主工党中央委员会的三名成员弗里德里希·林格尼克、弗拉基米尔·诺斯科夫和格列布·克尔日扎诺夫斯基，他們均是列宁的支持者。

## 分歧
此次会议上，弗拉基米尔·列宁与尤里·马尔托夫就基本原则发生了重大分歧。马尔托夫主张信任群众行动的自发性，坚持以第二国际为建党模式，主张把一切愿意入党的各界人士全都吸收进来。这与列宁所主张的民主集中制、党员高度服从组织的主张格格不入。马尔托夫批评列宁的主张是搞“雅各宾主义”，“不是真正的马克思主义者”；列宁则批评马尔托夫是“机会主义者”。
列宁的观点受到格奥尔基·普列汉诺夫支持，马尔托夫的观点则受到列夫·托洛茨基與崩得成員的支持。会议表决时支持马尔托夫和列宁的票数为28-23，但赞同马尔托夫包括7名崩得成员和经济派，后来突然退场，列宁才得以取得多数派地位，因此列宁的派系自称“布尔什维克”，而马尔托夫的派系被称为“孟什维克”。